# Ion I.C. Brătianu
Ion I.C. Brătianu (cunoscut și ca Ionel Brătianu, n. 20 august 1864, Florica, azi Ștefănești, Argeș – d. 24 noiembrie 1927, București) a fost un om politic român, care a jucat un rol de primă importanță în Marea Unire din 1918 și în viața politică din România modernă. A deținut funcția de președinte al Partidului Național Liberal. De formație inginer constructor, Ionel Brătianu nu a profesat, ci s-a dedicat vieții politice, fiind cel mai potrivit acestei cariere dintre cei trei băieți ai liderului liberal Ion C. Brătianu.
Ion I.C. Brătianu a fost de cinci ori cel de-al 22-lea   președinte al Consiliului de Miniștri —mai mult decât oricine altcineva —, de trei ori ministru de interne, de două ori ministrul al apărării naționale și de două ori ministru al afacerilor externe.
A fost președinte al Consiliului de Miniștri în momentul intrării României în Primul Război Mondial, conducând țara în momentele dificile ale retragerii în Moldova. În 1922, după ce avuseseră loc realizarea și recunoașterea Marii Uniri, a preluat guvernarea, asumându-și reforma agricolă și votarea noii constituții din 1923. Brătianu a fost adesea acuzat că ar fi avut o influență disproporționată asupra monarhului, impunând acestuia opțiunile sale politice. În criza dinastică determinată de renunțarea principelui moștenitor din decembrie 1925, Ionel Brătianu a fost promotorul eliminării principelui moștenitor Carol de la succesiunea tronului. 
Când regele Ferdinand I a murit în 1927, guvernul condus de Ionel Brătianu a rămas în fruntea țării, sub domnia regelui minor Mihai. În același an Ionel Brătianu a murit subit, ceea ce a fost începutul unei perioade de declin pentru Partidul Național Liberal.

## Date biografice

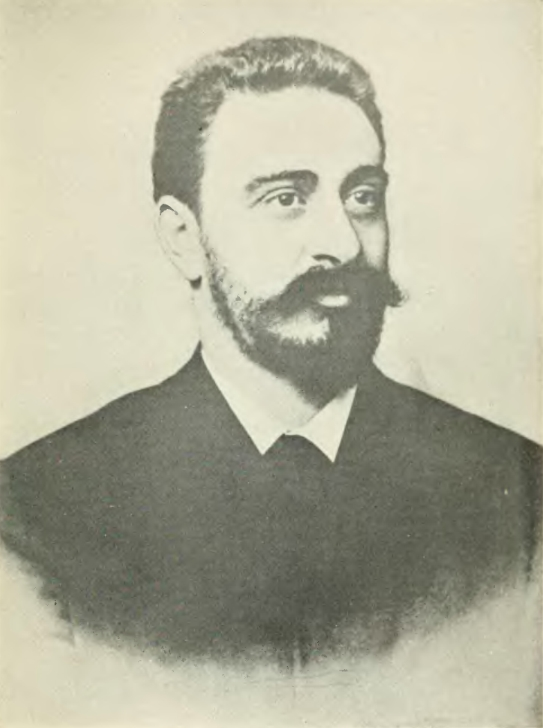
Brătianu în tinerețe

Ion I. C. Brătianu s-a născut la 20 august 1864 la moșia Florica, în județul Argeș. 
A fost cel mai mare fiu al liderului liberal Ion C. Brătianu și fratele mai mare al lui Vintilă și Dinu Brătianu. În 1907 se căsătorește cu Eliza, fosta soție a conservatorului Alexandru Marghiloman.

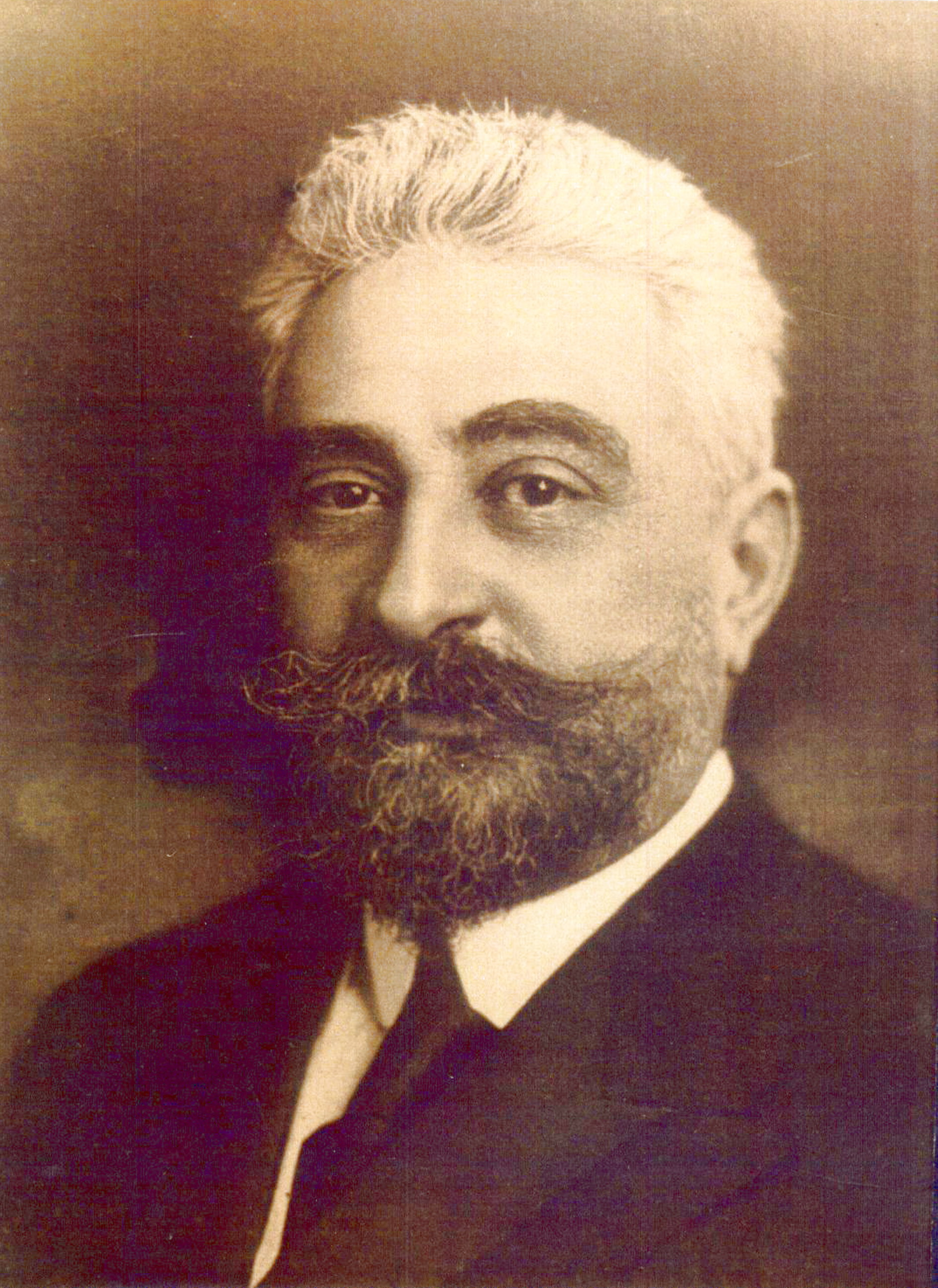
Ionel Brătianu

A fost căsătorit de două ori. Prima dată cu Maria Brătianu, cunoscută ca „prințesa Maria Moruzi-Cuza”, văduva lui Alexandru Al. Ioan Cuza (fiul domnitorului Cuza Vodă). , a avut un copil, Gheorghe I. Brătianu. A doua soție a fost Eliza Brătianu, născută Știrbei, nepoata dinspre tată a lui  Barbu Știrbei, ultimul domnitor al Valahiei.
Pe 24 noiembrie 1927 Ionel Brătianu încetează din viață în urma unei laringite infecțioase. În urma unei întrevederi cu diplomatul Nicolae Titulescu, Ionel Brătianu se îmbolnăvește de gripă. Când boala s-a agravat treptat, medicul i-a recomandat un anume tratament (care s-ar fi dovedit a fi eronat), după care gripa dispare doar pentru un timp. Astfel la numai 63 de ani, „mâna de fier” care conducea statul român moare în condiții extrem de suspecte, asemeni regelui Ferdinand, cu câteva luni înainte. Astfel, conducătorul oficial și cel din umbră ai statului decedează.

## Studii
După ce își susține bacalaureatul la Colegiul Sf. Sava din București (1882) efectuează, ca voluntar, un stagiu militar de șase luni, obținând gradul de sublocotenent în cadrul Regimentului 2 Artilerie. În paralel frecventează cursurile Școlii de Poduri și Șosele. În vara anului 1883 pleacă la Paris pentru completarea studiilor:
- cursant al clasei de matematici speciale A, la Școala preparatorie Saint-Barbe (1883-1885)
- auditor extern al cursurilor Școlii Politehnice (1884-1886)
- student la Școala de Poduri și Șosele (1886-1889)

Obține, în 1889, diploma de inginer.
Încearcă în zadar, de două ori, să obțină licența la Sorbona.

## Cariera profesională
Revenit în țară în 1889, este concentrat la cazarma „Malmaison”, unde este înaintat la gradul de locotenent. În octombrie 1889 se angajează ca inginer specialist în construcția de căi ferate la C.F.R., în subordinea lui Anghel Saligny.

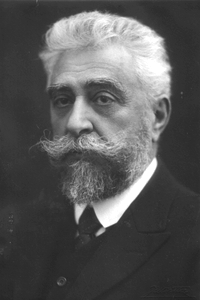
Ionel Brătianu

Pe 7 iunie 1923 este ales membru de onoare al Academiei Române.

## Cariera politică

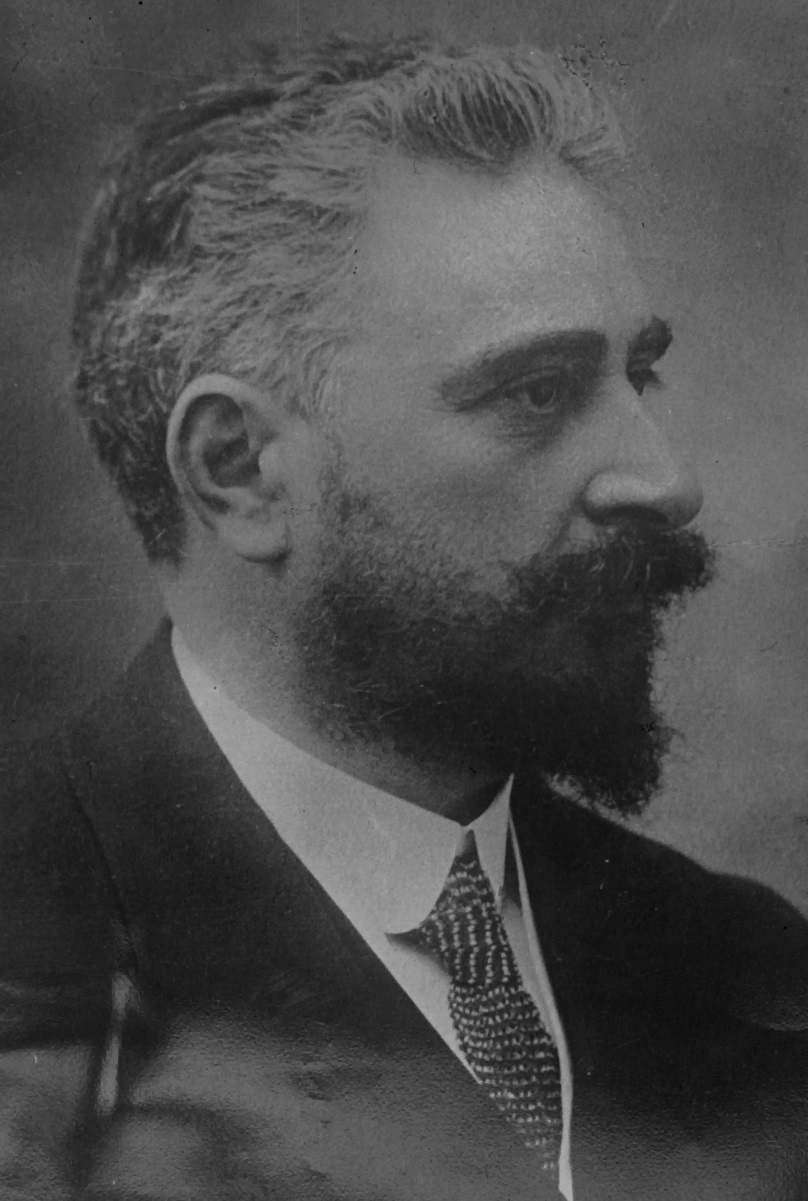
Ion I.C. Brătianu

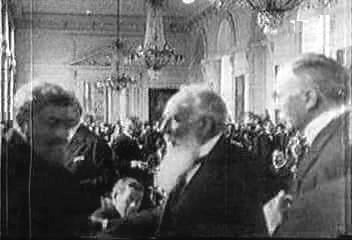
Ion I.C (Ionel) Brătianu și Nikola Pašić la Conferința de Pace de la Paris

Devine membru al Partidului Național Liberal încă din 1895. În același an candidează la Colegiul I, fiind ales deputat de Gorj. Susține acceptarea în partid (februarie 1889) a foștilor lideri ai Partidului Social Democrat al Muncitorilor din România (C. Stere, V.G. Morțun, dr. I.G. Radovici, I. Nădejde) creat în anul 1893.
În 1907, I.I.C. Brătianu, în funcția de ministru de interne, și generalul Alexandru Averescu, ministru de război, au condus cu mână forte acțiunea de reprimare a țăranilor răsculați. 
La Congresul P.N.L. din ianuarie 1909, I.I.C. (Ionel) Brătianu este ales președinte al partidului, funcție politică pe care a păstrat-o până la sfârșitul vieții sale.
La 2 octombrie 1913, Comitetul Executiv al P.N.L. acceptă propunerea înaintată de Brătianu privind reforma agrară (exproprierea parțială a marii proprietăți) și electorală (colegiu electoral unic). Aceste propuneri ale liderului liberal sunt susținute și de o importantă parte a oamenilor de stat ai vremii: Regele Carol I, conservatorii democrați (care susțin însă niște modificări - două colegii electorale și expropriere prin cumpărare) și chiar conservatorii "bătrâni" (expropriere in extremis și în plan electoral acceptă doar o lărgire a bazei colegiilor existente).
A fost conducătorul delegației române la Conferința de Pace de la Versailles. În această calitate i-a revenit obligația de a răspunde reproșului semnării de către România a unei păci separate cu Puterile Centrale în 1918 (Pacea de la Buftea). Abilității sale diplomatice i se datorează lămurirea acestui punct, precum și convingerea aliaților cu privire la justețea revendicărilor teritoriale ale Regatului Român.
Similar cu tatăl său, politica acestuia a fost orientată împotriva străinilor, în special a evreilor, luând o varietate de măsuri antisemite. De asemenea, acesta a refuzat inclusiv să semneze "Tratatul asupra minorităților" cu puterile aliate, părăsind clădirea Conferinței de la Paris.

## Aprecieri
„Excela în a câștiga fără să-și facă dușmani. Viitorul apropiat mi-a descoperit în el cele mai înalte calități, care îl fac unul din marii oameni de stat ai generației sale, mult mai mare decât cei „trei mari”: Wilson, Lloyd George, Clemenceau. Nimic mai natural: la țări mici, oameni mari.”

## Mandate
Ministru al Lucrărilor Publice:
- 31 martie 1897 - 30 martie 1899
- 14 februarie 1901 - 18 iulie 1902

Ministru al Afacerilor Străine
- ad-interim: 9 ianuarie - 18 iulie 1902
- 18 iulie 1902 - 12 decembrie 1904
- ad-interim: 27 decembrie 1908 - 4 martie 1909
- 27 decembrie 1908 - 4 martie 1909
- 8-11 decembrie 1916
- 11 decembrie 1916 - 26 ianuarie 1918
- 29 noiembrie 1918 - 12 septembrie 1919
- 22 ianuarie - 6 iulie 1927

Ministru de Interne:
- 12 martie 1907 - 27 decembrie 1908
- 27 decembrie 1908 - 4 martie 1909
- 4 martie - 5 decembrie 1909
- 6 februarie - 28 decembrie 1910
- ad-interim: 4 martie - 1 noiembrie 1910
- 30 octombrie 1923 - 27 martie 1926

Ministru de Război:
- 4 ianuarie 1914 - 15 august 1916
- 19 ianuarie - 25 martie 1922

Președinte al Consiliului de Miniștri:
- 27 decembrie 1908 - 4 martie 1909
- 4 martie 1909 - 28 decembrie 1910
- 4 ianuarie 1914 - 11 decembrie 1916
- 11 decembrie 1916 - 26 ianuarie 1918
- 29 noiembrie 1918 - 12 septembrie 1919
- 19 ianuarie 1922 - 27 martie 1926
- 22 iunie - 24 noiembrie 1927

deputat în 1895.
senator în 1911.

## Lucrări publicate
- Notre commerce de cereales, 1899

Bustul lui Ion I. C. Brătianu, ridicat în Alba Iulia

- Chestia tramvaielor comunale, 1911
- Manifest-program, 2 volume, 1911
- România și Peninsula Balcanică, 1913
- Situația internațională a României. Expunere făcută la Adunarea Deputaților (16-17 decembrie 1919), 1919
- Din amintirile altora și ale mele, 1922
- Activitatea corpurilor legiuitoare și a Guvernului de la ianuarie 1922 până la 27 martie 1926, luare de cuvânt în Camera Deputaților, 1926

POST MORTEM
- Discursurile lui Ion I.C. Brătianu, 4 volume, 1933
- Cuvintele unui mare român 1914 - 1927 f.a.

## Numismatică
Începând cu data de 1 septembrie 2014, Banca Națională a României a pus în circulație „un set de trei monede (din aur, din argint și din tombac cuprat) și o monedă din argint, dedicate aniversării a 150 de ani de la nașterea lui Ion I. C. Brătianu.”
Au fost emise 150 de seturi complete, precum și 250 de exemplare de argint. Toate monedele emisiunii sunt de calitate proof și au cantul zimțat.

## Vezi și
- Statuia lui Ion I. C. Brătianu din București